# Skip James

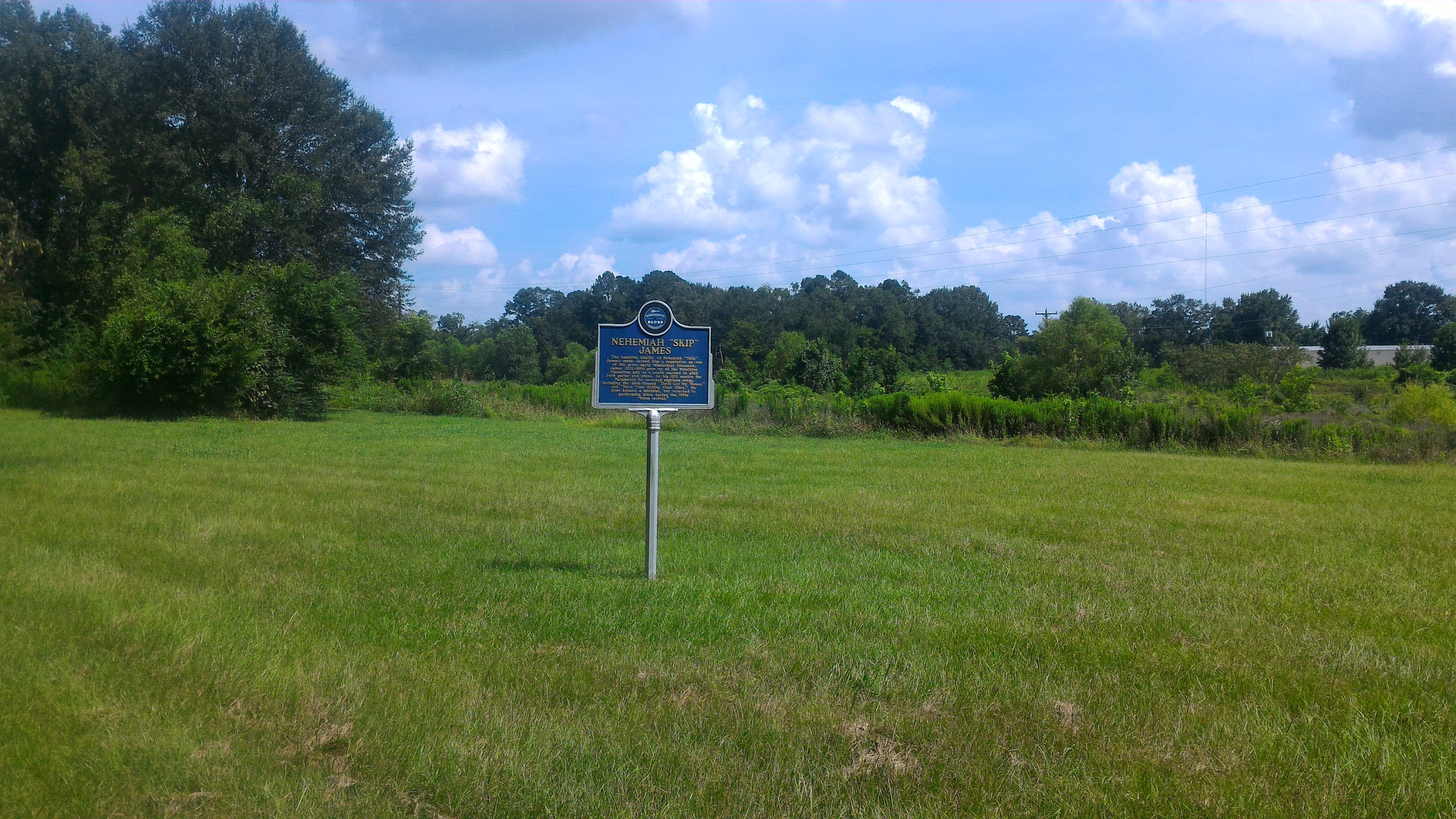
Markierung des Mississippi Blues Trail entlang des Mississippi Highway 433

Nehemiah Curtis „Skip“ James (* 21. Juni 1902 in Yazoo City, Mississippi; † 3. Oktober 1969 in Philadelphia, Pennsylvania) war ein US-amerikanischer Bluesmusiker.

## Leben und Wirken
Nehemiah Curtis James wuchs auf der Woodbine plantation nahe Bentonia auf. Als Kind erhielt er den Spitznamen „Skippy“, der erst anlässlich seiner ersten Plattenaufnahmen im Jahre 1931 zu „Skip“ verkürzt wurde. Er lernte zunächst Klavier und Orgel in der Sonntagsschule, später Gitarre bei Henry Stuckey, den er später als wichtigen Einfluss auf seine Musik angab. Um 1918 begann er in Memphis (Tennessee) als Musiker zu arbeiten.
1931 nahm er für Paramount (nach seiner eigenen Erinnerung) 26 Stücke auf, von denen allerdings nur 18 veröffentlicht wurden.
Mit der Wirtschaftskrise endete seine musikalische Karriere. 1932 wurde er baptistischer Laienprediger.
Während des Folk-Revivals ist er 1964 von John Fahey, Bill Barth (später einer der Gründer von The Insect Trust) und Henry Vestine (später Bandmitglied von Canned Heat) im Tunica County Hospital (Mississippi) „wiederentdeckt“ worden und trat im gleichen Jahr mit Mississippi John Hurt beim Newport Folk Festival auf.
Es folgten zahlreiche Konzerte und mehrere LPs mit Neueinspielungen und Zusammenstellungen seiner Vorkriegs-Aufnahmen.
1969 erlag Skip James einem Krebsleiden.
Herausragendes Stilmittel war seine ungewöhnliche Falsettstimme und sein filigranes Fingerpicking. Er nutzte verschiedene offene Gitarrenstimmungen (e-moll, d-moll, A-Dur) und erreichte so außergewöhnliche Klangfarben.
Am bekanntesten sind wohl seine Stücke I’m so glad, das in der Version von Cream zum Hit wurde und der Hard Time Killin’ Floor Blues, der im Film O Brother, Where Art Thou? der Gebrüder Coen von Chris Thomas King vorgetragen wurde. Weitere Coverversionen nahm unter anderem Johnny Winter auf.
Im Dokumentarfilm Soul of a man von Wim Wenders, war James eine der drei porträtierten Musikerpersönlichkeiten (neben J. B. Lenoir und Blind Willie Johnson).
Eine Schlüsselrolle nimmt auch James’ Devil Got My Woman in dem Film Ghost World von Terry Zwigoff ein.

## Tonträger (Auswahl)
Neuaufnahmen
- Greatest Of The Delta Blues Singers (Melodeon, 1964)
- A Tribute To Skip James - Volume One (Biograph, 1964)
- Today! (Vanguard, 1966)
- Devil Got My Woman (Vanguard, 1968)

Wiederveröffentlichungen der 1931er Session
- King Of The Delta Blues Singers (Biograph, 1968)
- The Complete 1931 Session (Yazoo, 1986)